# أندريه بيديرنيراس
كارلوس أندريه بيديرنيراس دي كاسترو (بالإنجليزية: Carlos André Pederneiras de Castro؛ مواليد 22 مارس 1967) هو مُقاتل فنون قتالية مختلطة برازيلي.

## وصلات خارجية
- أندريه بيديرنيراس على موقع شيردوغ (الإنجليزية)
- أندريه بيديرنيراس على موقع IMDb (الإنجليزية)